# عزلة الاصابح (إب)
عزلة الاصابح هي إحدى عزل مديرية جبلة في محافظة إب اليمنية ويبلغ تعداد سكانها 4053 نسمة حسب التعداد السكاني في اليمن لعام 2004.